# Sáliba jezik
Sáliba jezik (sáliva; ISO 639-3: slc), indijanski jezik istoimene porodice saliva ili saliba, kojim govori oko 1 560 ljudi iz plemena Sáliva, poglavito uz rijeke Meta i Casanare u Kolumbiji (1 310; 1993 popis) i 250 u Venezueli (1991 W. Adelaar), u departmanu Cedoño.
Dvojezičnost je na španjolskom.

## Glasovi
Ovdje su tablice s glasovima jezika zapisanim međunarodnom fonetskom abecedom:
|             |             | Bilabijali | Alveolari | Palatali | Velari | Velari | Glotali |
| nezaob.     | zaob.       | Bilabijali | Alveolari | Palatali |        |        | Glotali |
| ----------- | ----------- | ---------- | --------- | -------- | ------ | ------ | ------- |
| Ploziv      | bezvučan    | p          | t         |          | k      | kʷ     | ʔ       |
| Ploziv      | zvučan      | b          | d         |          | ɡ      | ɡʷ     |         |
| Afrikata    | Afrikata    |            |           | d͡ʒ       |        |        |         |
| Frikativ    | bezvučan    | ɸ          | s         |          | x      |        | h       |
| Frikativ    | zvučan      | β          |           |          |        |        |         |
| Nazal       | Nazal       | m          | n         |          |        |        |         |
| Rotični     | Vibrant     |            | ɾ         |          |        |        |         |
| Rotični     | Dotičnik    |            | r         |          |        |        |         |
| Aproksimant | Aproksimant | w          | l         | j        |        |        |         |

|               | Prednji | Srednji | Stražnji |
| ------------- | ------- | ------- | -------- |
| Zatvoreni     | i       |         | u        |
| Poluzatvoreni | e       |         | o        |
| Otvoreni      |         | a       |          |

## Vanjske poveznice
- Ethnologue (14th)
- Ethnologue (15th)
- Vocabulario sáliba-español, español-sáliba